# 見明川
見明川（みあけがわ）は、千葉県浦安市を流れ東京湾に注ぐ利根川水系の河川である。一級河川の指定延長は1.35km。流域面積は1.80km2におよぶ。
旧江戸川の最も下流の浦安市富士見と浦安市舞浜との境界より分岐し、南東方向へ流れ三番瀬に注ぐ。舞浜地区の埋めたての際に川として残された人工河川で、川幅50m、コンクリート護岸の直線状の河道として整備された。汽水域であり、ニゴイ、ボラ、スズキ、ハゼなどが確認されている。

## 橋梁
- 堀江橋
- 弁天橋
- 首都高速湾岸線
- 京葉線
- 伝平橋